# Arató Gergely
Arató Gergely László (Budapest, 1968. november 23. –) magyar politikus.

## Életpályája
1987-ben érettségizett a budapesti Eötvös József Gimnáziumban. 1990-ben lépett be a Magyar Szocialista Pártba. 1993-ban kémia-fizika szakos középiskolai tanári diplomát szerzett az ELTE Természettudományi Karán. 2000-ben politikai szakirányú humánszervezői diplomát szerzett a Pécsi Tudományegyetemen. 1993-2004 között a budapesti Zrínyi Miklós gimnázium tanára volt. 1997-2000 között az Ifjú Szocialisták Mozgalmának tisztségviselője, illetve 2000-2002 között az ifjúsági szervezet országos elnöke volt.
1998-2002 között Kőbányán egyéni körzetben megválasztott önkormányzati képviselő volt (a Közbiztonsági, Bűnmegelőzési és Ügyrendi Bizottság elnöke, az Oktatási Bizottság tagja). 2000-2006 között a Bajcsy-Zsilinszky Kórház felügyelőbizottságának tagja volt. 2000-2004 között a Kőbánya Közbiztonságáért Alapítvány kuratóriumának elnöke volt. 2000-től az MSZP kőbányai szervezetének elnökségi tagja.
A 2002-es választáson pártja budapesti listájáról bejutott a parlamentbe. 2002-2004 között az Oktatási és Tudományos és a Sport és Ifjúsági Bizottság tagja, az MSZP frakció ifjúsági és sport munkacsoportjának vezetője volt. 2004-ben frakcióvezető-helyettes lett. 2004-2006 között az Oktatási Minisztérium politikai államtitkára volt. 2006-ban a budapesti 14. választókerületben az első körben szerzett mandátumot. 2006-tól 2010-ig az Oktatási és Kulturális Minisztérium államtitkára volt.
2018-ban a DK országos listáján jutott a parlamentbe, azóta is képviselő.
A 2021-es magyarországi ellenzéki előválasztáson a DK kőbányai jelöltjeként győzött, majd a 2022-es magyarországi országgyűlési választáson is megnyerte a választókerületét.

## Forrás
- Arató Gergely lapja a parlament oldalán